# Constitution guinéenne de 2020
Lire en ligne

Consulter

Constitution guinéenne de 2010 Charte de la transition guinéenne
La Constitution de la Guinée est la loi fondamentale de Guinée promulguée le 7 avril 2020 par le président Alpha Condé.
La constitution est suspendue depuis le coup d'État de 2021 dirigé par le colonel Mamadi Doumbouya.

## Historique
La constitution de 2020 a été adoptée par référendum constitutionnel le 22 mars 2020. La nouvelle loi fondamentale obtient les votes favorables de 89,76 % des votants, pour un taux de participation de 58,27 %. La constitution est promulguée le 7 avril suivant.

## Sources